# Hải Lệ
Hải Lệ là một xã thuộc thị xã Quảng Trị, tỉnh Quảng Trị, Việt Nam.

## Địa lý
Xã Hải Lệ nằm ở phía nam thị xã Quảng Trị, có vị địa lý: 
- Phía bắc giáp phường 1 và phường An Đôn
- Phía đông và phía nam giáp huyện Hải Lăng
- Phía Tây giáp huyện Triệu Phong và huyện Đakrông.

Xã Hải Lệ có diện tích 65,77 km², dân số năm 2008 là 4.181 người, mật độ dân số đạt 64 người/km².

## Hành chính
Xã Hải Lệ được chia thành 4 thôn: Như Lệ, Tân Mỹ, Tân Phước, Tích Tường.

## Lịch sử
Trước đây, xã Hải Lệ thuộc Hải Lăng.
Ngày 19 tháng 3 năm 2008, Chính phủ ban hành Nghị định số 31/2008/NĐ-CP. Theo đó:
- Điều chỉnh 89,5 ha diện tích tự nhiên của xã Hải Lệ huyện Hải Lăng về xã Hải Lâm quản lý.
- Chuyển xã Hải Lệ về thị xã Quảng Trị quản lý.

Sau khi điều chỉnh địa giới hành chính, xã Hải Lệ còn lại 6.576,55 ha diện tích tự nhiên và 4.181 người.